# Okinawaans
Okinawaans (沖縄口/ウチナーグチ Uchinaaguchi [ʔut͡ɕinaːɡut͡ɕi]), is een Riukiuaanse taal voornamelijk gesproken op het zuidelijke deel van het eiland Okinawa, maar ook op de omliggende eilanden Kerama, Kumejima, Tonaki, Aguni en een aantal kleinere eilanden. Okinawaans onderscheidt zichzelf van de taal van Noord Okinawa, die apart is geclassificeerd als het Kunigami. Beide talen zijn aangewezen als bedreigde taal door de UNESCO "Atlas of the World's Languages in Danger" sinds de eerste lijst in februari 2009.
In Japan wordt Okinawaans vaak niet als taal gezien, maar meer als het Okinawaanse dialect (沖縄方言, Okinawa hōgen) of meer specifiek het Centraal-en-Zuid-Okinawaanse dialect (沖縄中南部諸方言 Okinawa Chūnanbu Sho hōgen).